# Wilhelm Kegel
Wilhelm Ottmar Kegel (* 6. Mai 1890 in Breitscheid bei Gießen; † 15. März 1971 in Brasilien) war ein deutscher Geologe, der sich mit regionaler Geologie in Deutschland und Brasilien befasste.

## Leben
Wilhelm Ottmar Kegel wurde als Sohn des Breitscheider Lehrers Wilhelm Reinhard Kegel und seiner Frau Bertha Lina Petry geboren. 
Während seines Studiums wurde er Mitglied beim Verein Deutscher Studenten Marburg. Kegel wurde 1910 in Geographie an der Universität Göttingen promoviert („Die Größe der Schelfflächen auf Grund einer neuen Berechnung“). Danach war er von 1912 bis 1939 an der Preußischen Geologischen Landesanstalt, wo er sich unter anderem mit der Lahnregion befasste (Gießener Decke). Er setzte hier die Arbeiten des 1919 früh verstorbenen Johannes Ahlburg fort.
Er lebte ab 1949 in Brasilien, wo er Professor für Geologie an der nationalen Initiative zur Ausbildung von Geologen CAGE in Rio de Janeiro (Campanha Nacional de Formação de Geólogos) war und Geologe am nationalen Bergbauministerium (Departamento Nacional de Producao Mineral, DPNM). Wilhelm Kegel forschte insbesondere zur Geologie und Tektonik des Nordostens von Brasilien.

## Auszeichnungen
- 1958: Hans-Stille-Medaille
- 1965: José-Bonifácio-de-Andrada-e-Silva-Preis der Brasilianischen Geologischen Gesellschaft

## Schriften
- A estrutura geológica do nordeste do Brasil. Rio de Janeiro: Ministério das Minas e Energia, Departamento Nacional da Produção Mineral, Divisão de Geologia e Mineralogia, 1965.
- Abriß der Geologie der Lahnmulde. Erläuterungen zu einer von Johannes Ahlburg hinterlassenen Übersichtskarte und Profildarstellung der Lahnmulde, mit 1 Übersichtskarte 1:125.000, Abhandlungen PGLA, N. F., H. 86, 1922